# Hans Latt

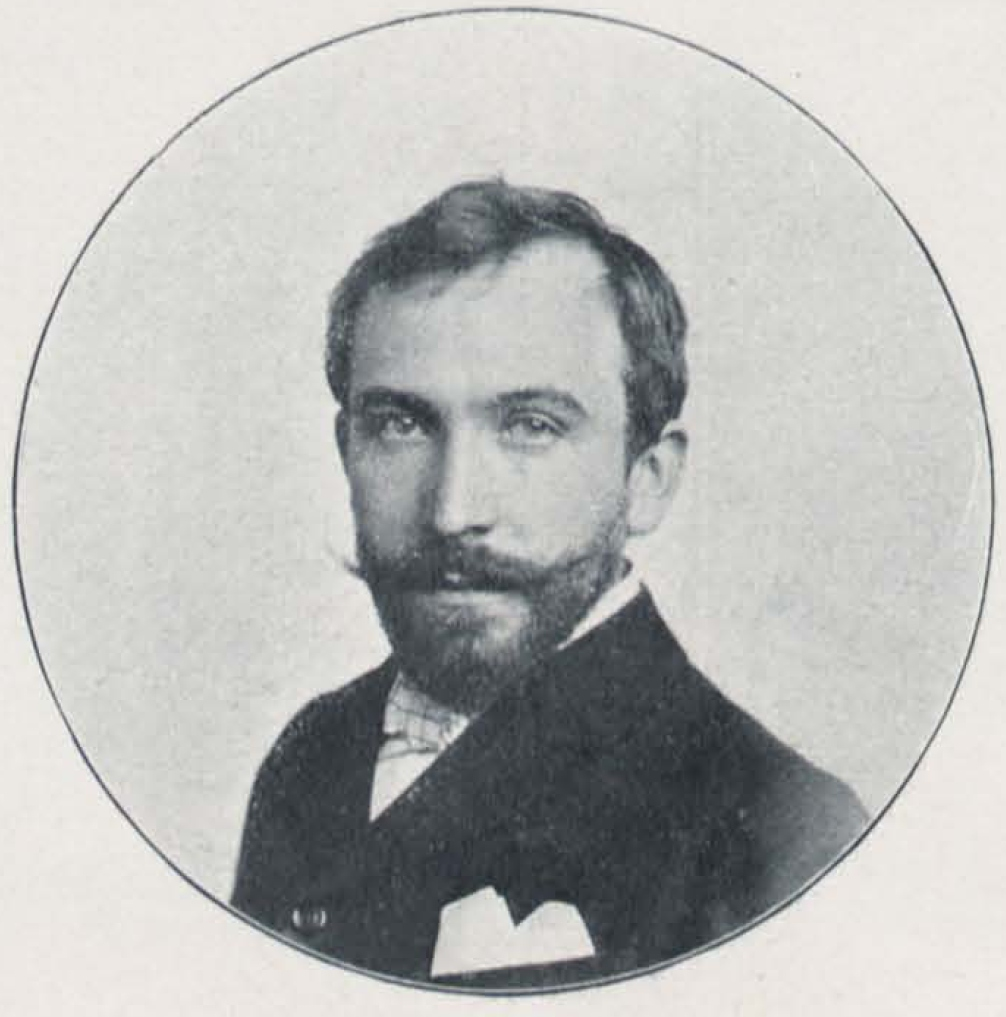
Hans Latt (1859–1946)

Hans Latt (* 3. Mai 1859 in Breslau; † 27. Februar 1946 in Berlin; auch Lätt geschrieben) war ein Berliner Bildhauer, der im gesamten Stadtgebiet Skulpturen im Stile des realistischen Naturalismus geschaffen hat.

## Leben
Latt war von 1878 bis 1882 Schüler bei Robert Härtel an der Kunstschule in Breslau. Nach einem zweijährigen Studienaufenthalt in Rom, in den Jahren 1883 bis 1885 mit Atelier in der Villa Strohl-Fern, lebte er ab 1886 in Berlin und nahm im selben Jahr mit einer Eros-Statue an der Berliner Akademie-Ausstellung teil. 1889 heiratete Latt die Schriftstellerin Annie Felsberg (1850/1854–1928; Pseudonym: P. Felsberg). 1910 heiratete Latt in Berlin die Bildhauer Hedda Lindner (1869–1940). Er verstarb am 27. Februar 1946 mit 51 Jahren in seiner Wohnung in der Luckestraße 44 in Berlin-Nikolassee. Als Todesursache wird Arteriosclerose angegeben.
Latt schuf Statuen, Büsten, Reliefs, Medaillen, Grab- und Denkmale. Reliefs und Skulpturen aus Latts Werkstatt schmückten beispielsweise die Fassade des Gymnasiums zum Grauen Kloster in Berlin-Mitte.

## Werke in Berlin

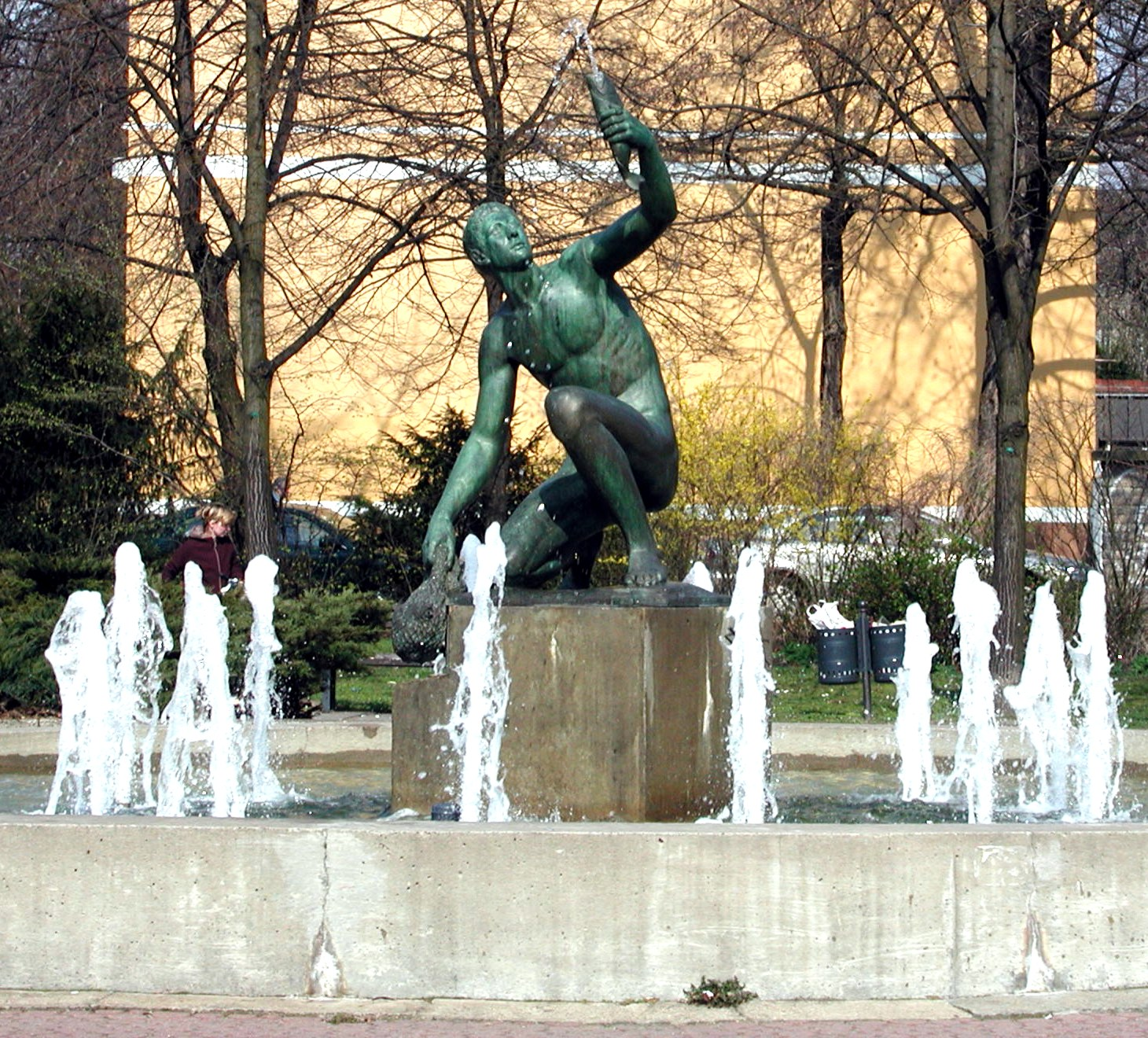
Fischerbrunnen in Lichtenberg vor seiner letzten Neuaufstellung

### Jüngling mit Fisch (Fischerbrunnen)

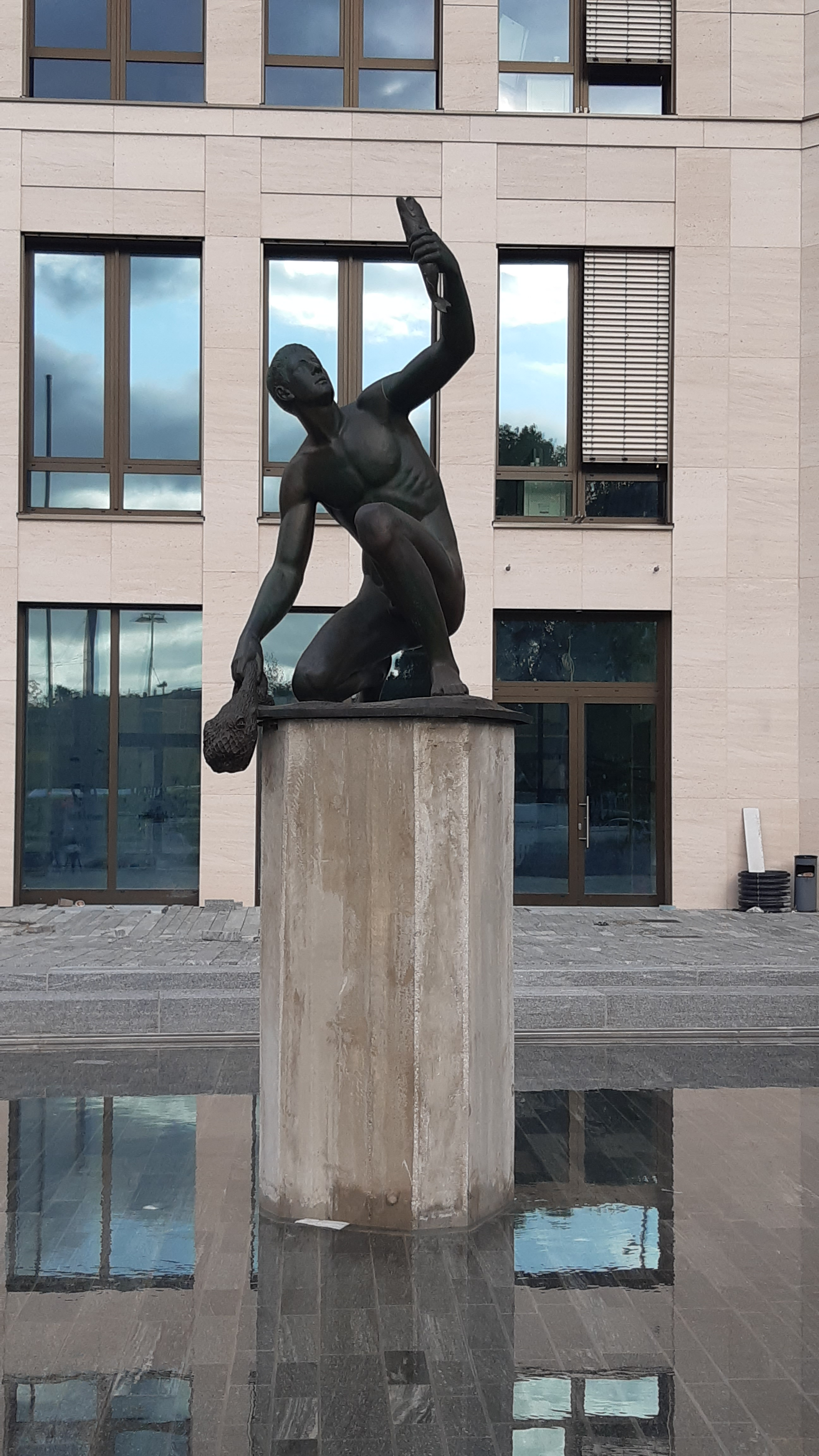
Nach der Neuaufstellung

Das Zentrum dieser Springbrunnenanlage bildet die von Hans Latt geschaffene überlebensgroße Bronzefigur eines naturalistisch gestalteten nackten Jungen, der auf einem Sockel kniet und in der linken Hand einen Wasser speienden Fisch hoch hält und in der herab gelassenen rechten Hand ein Netz. Die Entstehungszeit dieser Figur wird in verschiedenen Quellen zwischen 1925 und 1933 angegeben. Der ursprüngliche Standort des Jüngling mit Fisch war der Eingang zum Lichtenberger Stadtpark am Ende der kurzen Kielblockstraße, es gab auch nur ein einfaches Wasserbecken darum herum. Als zu Beginn des Zweiten Weltkriegs sehr viele metallene Kunstwerke eingeschmolzen und zur Produktion von Kriegsgerät verwendet werden sollten, konnten Gärtner, die die Parkanlage betreuten, die Figur vor diesem Schicksal bewahren: mutig versteckten sie den Jungen in einem Laubhaufen auf ihrem Stützpunkt in der Rathausstraße.
Nach dem Krieg wurde der Fischerbrunnen – mit einem größeren Becken aus Kunststein (Durchmesser 10 Meter) und ergänzt durch zwölf kreisförmig um den steinernen Sockel angeordnete Weißwasserfontänen – wieder in Betrieb genommen. Der Brunnen erhielt einen neuen Standort in einer durch Abriss eines zerbombten Wohnhauses entstandenen kleinen Grünanlage an der Ecke Frankfurter Allee/Möllendorffstraße. 1970 wurde die Brunnenanlage restauriert und gab der kleinen gepflegten Anlage ihr charakteristisches Bild, sie wurde unter Denkmalschutz gestellt.
Etliche Jahre nach der Wende kam es zu einer Neubebauung der Fläche, wobei für die Dauer des Bauvorhabens der Brunnen abgebaut und eingelagert wurde. Nach Fertigstellung des dominanten Wohn- und Büroturmes wurde der Brunnen im Mai 2021 leicht versetzt wieder aufgestellt. Das Becken und die umgebende Grünanlage sind unter Einbeziehung von Anwohnervorschlägen und einem Gestaltungswettbewerb komplett verändert worden. Der Brunnen bildet jetzt das Schmuckzentrum des dahinter stehenden Hochhauses.

### Knabe mit Ziegenbock

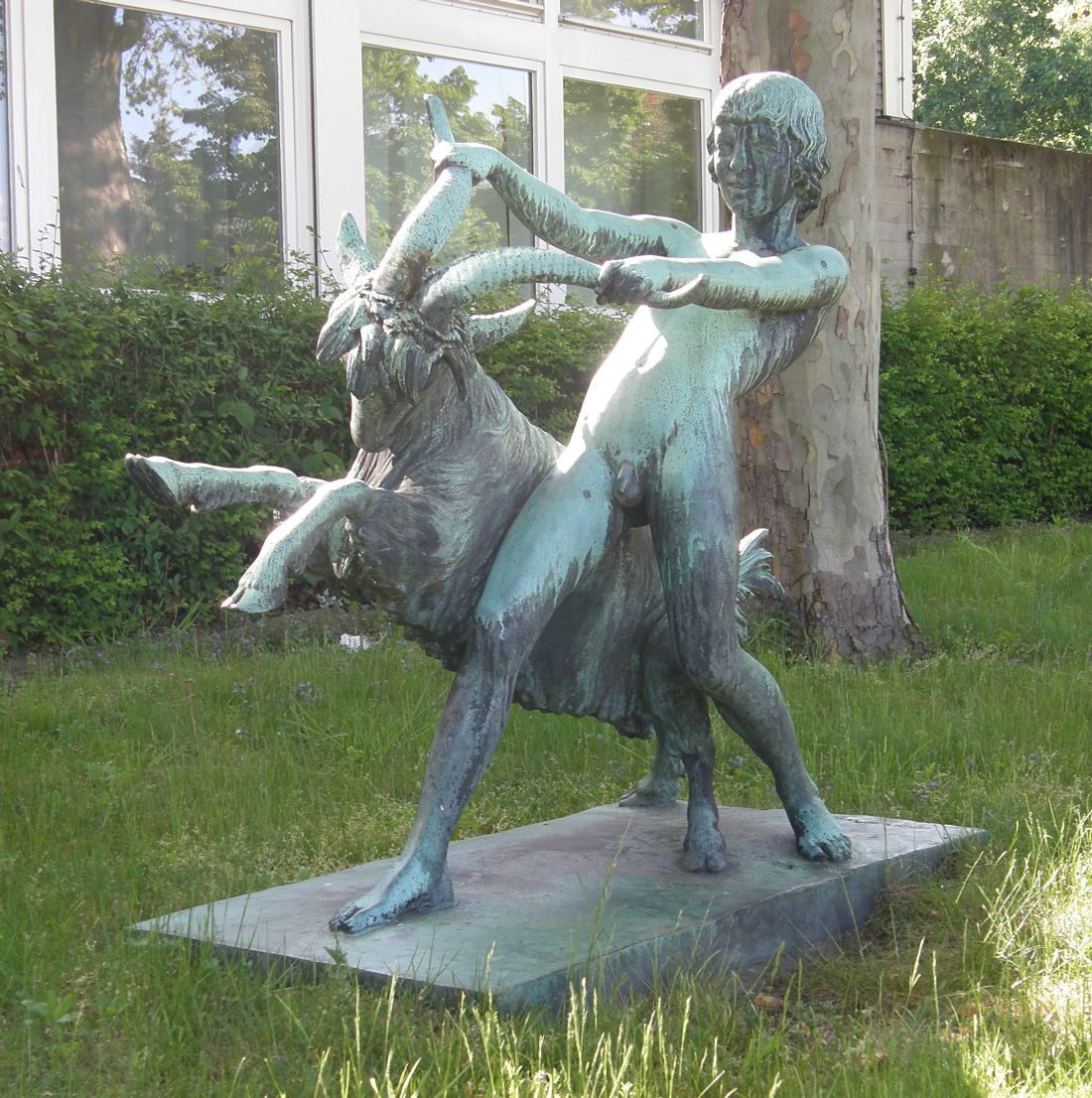
Junge mit Ziegenbock in Wilmersdorf

Hans Latt schuf die Skulptur im Jahr 1918 für das Berliner Warenhaus Wertheim in der Leipziger Straße. Sie steht im 21. Jahrhundert vor der Polizeidienststelle Abschnitt 26 in Berlin-Wilmersdorf, Rudolstädter Straße 79–81. Die Bronzefigur ist etwa 1,20 m hoch und 2 m lang und zeigt einen Knaben, der einen Ziegenbock bei den Hörnern packt. Der Guss wurde von der Hofbildgießerei Martin & Piltzing, Berlin, ausgeführt.

### Mausoleum
Die Bauplastik für das um 1950 abgetragene Mausoleum der Bankiersfamilie von Bleichröder auf dem Friedhof in Berlin-Friedrichsfelde wurde ebenfalls von Latt geschaffen.

### Grabfigur

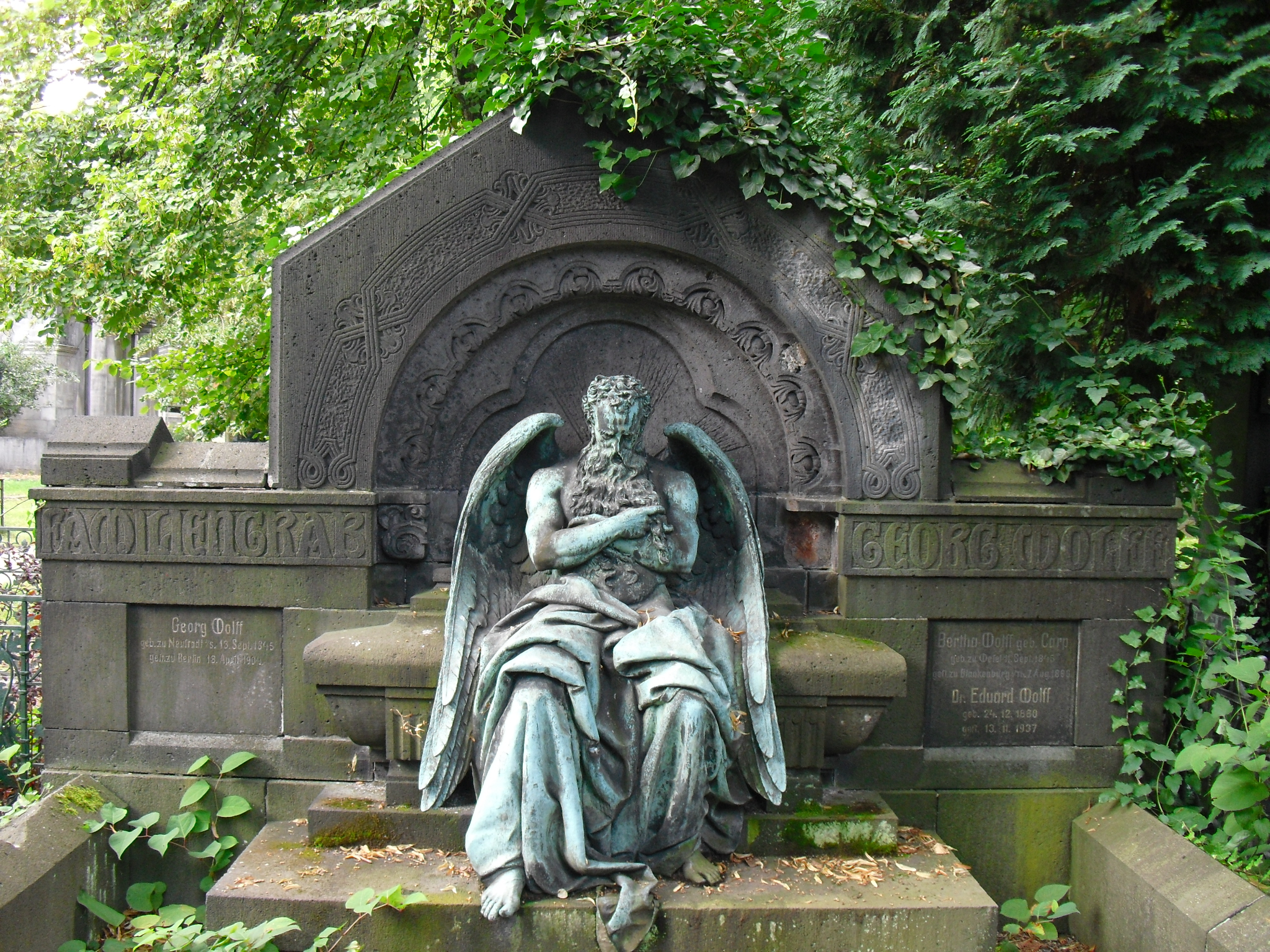
Schlafender Chronos für den Kaufmann Georg Wolff, Friedhof IV der Gemeinde Jerusalems- und Neue Kirche (um 1904)

Grabanlage für den Kaufmann Georg Wolff (1845–1904) und seine Frau Bertha Wolff auf dem Friedhof IV der Jerusalems- und Neuen Kirche an der Bergmannstraße 45 in Kreuzberg: Die mächtige schlafende Gestalt mit Bart und großen Flügeln stellt offensichtlich den vorolympischen Gott Chronos dar, der in der griechischen Mythologie auf der Insel der Seligen weilt und eine Symbolfigur für den Ablauf der Zeit ist.

### Arndt-Herme im Victoriapark auf dem Kreuzberg
Hans Latt entwarf eine Herme, die aus Carrara-Marmor gefertigt und am 1. April 1899 im Viktoriapark enthüllt wurde. Die freie Hand des Dichters Ernst Moritz Arndt hielt einen Federkiel, während die auf der Brust ruhende Linke das Manuskript des Eisenliedes (Der Gott, der Eisen wachsen ließ) hielt. Der Mantel, der von der Schulter herabfiel, umhüllte in malerischen Falten den mit einem Eichenlaubfeston umgebenen Sockel. Bei der Gestaltung schien der Oberkörper aus einem viereckigen Pfeiler herauszuwachsen. Die Arndt-Herme wurde im Zweiten Weltkrieg zerstört.

### Cecilienhaus
In Berlin-Charlottenburg, Otto-Suhr-Allee 59 (ehemals Berliner Straße 137), steht das Cecilienhaus, das 1907–1909 nach Plänen des Architekten und Charlottenburger Stadtbauinspektors Walther Spickendorff unter Mitarbeit des Architekten Adolf Stein sowie des Stadtbauinspektors Rudolf Walter errichtet wurde. Seinen Namen erhielt es nach der damaligen Kronprinzessin Cecilie. Das Gebäude wurde für den 1879 gegründeten Vaterländischen Frauenverein in Charlottenburg errichtet und am 2. Mai 1909 eingeweiht. In den 1920er und 1930er Jahren war das Cecilienhaus Zentrale für die Wohlfahrtseinrichtungen Charlottenburgs mit einer Frauenklinik und Entbindungsstation. Als Direktor des Deutschen Instituts für Frauenkunde wurde der Gynäkologieprofessor Wilhelm Liepmann (1878–1939) 1925 Direktor der Klinik (Aufgrund seiner jüdischen Abstammung floh er 1933 aus Deutschland). Von dem ursprünglichen Gebäude, das sich um vier Höfe gruppierte, ist nach Zerstörungen und einigen Umbauten heute nur noch ein Komplex mit zwei Höfen übrig. Die Anlage des Cecilienhauses steht unter Denkmalschutz.
Die zahlreichen Schmuckelemente am Hauptgebäude sind in dekorativen Formen des Jugendstils gestaltet, einige Details in den Durchgängen und im Sockelbereich sind aber in keinem guten Zustand. Die Bildhauerarbeiten führten Joseph Breitkopf-Cosel (1866–1927), Fritz Heinemann und Hans Latt aus.

Schmuck am Cecilienhaus
Cecilienhaus in Charlottenburg
Kunst am Bau
von den Bildhauern Joseph Breitkopf-Cosel,
Fritz Heinemann und Hans Latt

## Sonstige Werke

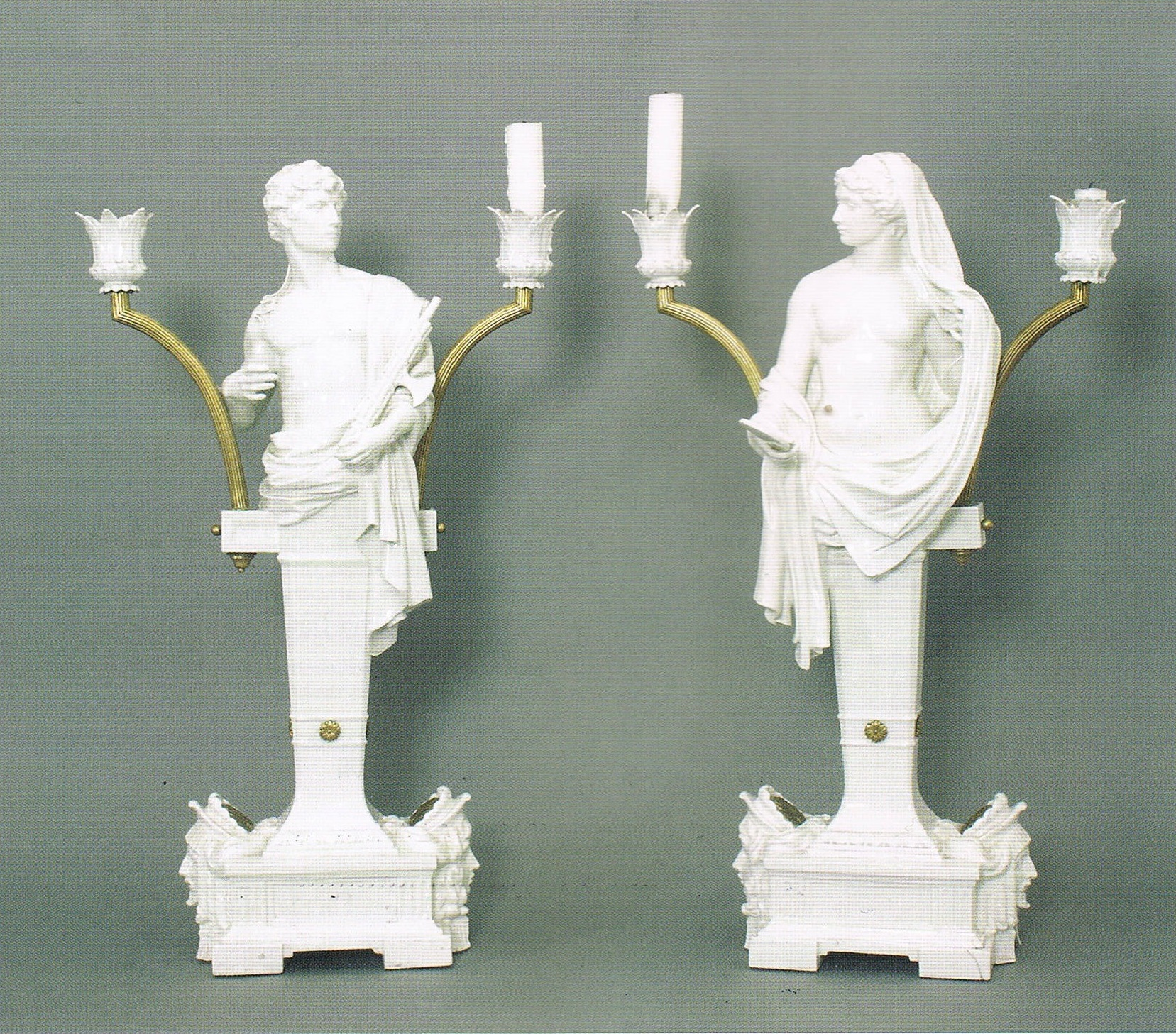
KPM-Kerzenleuchter um 1900

Latt hat auch Entwürfe für die Königliche Porzellan-Manufaktur Berlin (KPM) angefertigt. Aus den Modellbuch-Einträgen des KPM-Archivs im Schloss Charlottenburg geht hervor, dass die beiden abgebildeten Kandelaber zusammen mit einer Kaminuhr nach Entwürfen Hans Latts entstanden sind. Die Uhr ist aber verloren gegangen. Die männliche Figur ist unter der Modellnummer 6330 (Februar 1900) enthalten, die weibliche unter der Modellnummedr 6351 (März 1900). Die Kaminuhr wurde im Dezember 1899 unter der Modellnummer 6278 in das Modellbuch aufgenommen. Im Jahr 2014 legte die KPM das Leuchterpaar neu auf.
Über eine Kunstausstellung in Deutschland (Dresden 1890) steht in einem alten Lexikon folgender Text, der das Credo von Latt wiedergibt und ein weiteres Werk beschreibt:

„… wie die Natur selbst ist, zu gestalten und die Schönheit und Anmut der menschlichen Körper in allen ihren Vorteilen für die plastische Kunst auszubeuten. Hans Latt trat durch die von ernstem Studium des nackten Körpers zeugende Figur einer Nymphe, die eine Schlange tränkt, … hervor.“